# Marceli Baran
Marceli Baran (ur. 18 sierpnia 1921 w Pliczycy, woj. kieleckie, zm. 12 września 1983 w Gliwicach) – polski technik energetyk, profesor Politechniki Śląskiej i Warszawskiej, członek PAN.

## Życiorys
Pochodził z rodziny chłopskiej, był synem Józefa i Katarzyny z Lassaków. Naukę na poziomie licealnym odbierał na tajnych kompletach w Końskich, walczył w szeregach Batalionów Chłopskich. 
Po wojnie w latach 1945–1950 studiował mechanikę na Politechnice Śląskiej. Pod koniec studiów pracował w Fabryce Związków Azotowych w Chorzowie oraz na Politechnice Śląskiej – jako asystent w Katedrze Kotłów i Siłowni Parowych; od 1956 był wykładowcą w tej katedrze. W 1962 obronił pracę doktorską Opory przepływowe żaluzji jako odpylaczy spalin kotłów rusztowych (promotor Zdzisław Ficki), w 1964 pracę habilitacyjną Wpływ parametrów konstrukcyjnych żaluzji na skuteczność żaluzjowego odpylacza spalin kotłowych; został w 1964 docentem w Katedrze Kotłów i Siłowni Parowych, rok później objął kierownictwo katedry. Nominację na profesora nadzwyczajnego otrzymał w 1971. W kolejnych latach zajmował wiele stanowisk na Politechnice – kierownika Zakładu Kotłów i Maszyn Cieplnych Instytutu Maszyn i Urządzeń Energetycznych (1971–1976), kierownika Zakładu Kotłów i Wytwornic Pary (1976–1983), dyrektora Instytutu Kotłów, Siłowni Cieplnych i Jądrowych (1980–1983); był również dziekanem Wydziału Mechaniczno-Energetycznego (1968–1971), a od 1982 profesorem zwyczajnym. W latach 1973–1978 przewodniczył Radzie Naukowej Instytutu Techniki Cieplnej w Łodzi. Na Politechnice Warszawskiej kierował Zakładem Maszyn i Urządzeń Energetycznych Instytutu Techniki Cieplnej (1978–1983). 
Poza pracą naukowo-dydaktyczną był wieloletnim projektantem i konsultantem Biura Studiów i Projektów Energetycznych „Energoprojekt” w Gliwicach. Przewodniczył Radzie Techniczno-Ekonomicznej przy ministrze energetyki i energii atomowej (1980–1981) i Radzie Naukowo-Technicznej ds. Energetyki przy ministerstwie górnictwa i energetyki (1981–1983), a także był wiceprzewodniczącym Państwowej Rady ds. Gospodarki Paliwowo-Energetycznej. W 1979 został wybrany na członka korespondenta PAN, w latach 1981–1983 był zastępcą przewodniczącego Komitetu Problemów Energetyki PAN. Jako członek zespołu, który opracował zagadnienie problemowe „Samoczynne załączanie rezerw w elektrowniach cieplnych”, otrzymał w 1955 zbiorową Nagrodę Państwową III stopnia. 
W pracy naukowej zajmował się energetyką cieplną, budową maszyn cieplnych, systemami i urządzeniami energetycznymi. Brał udział w projektowaniu elektrowni „Halemba”, „Blachownia”, „Łagisza”, „Kozienice”, „Opole”, „Turów”, „Stalowa Wola”, „Dolna Odra” i „Rybnik” oraz elektrociepłowni Mazowieckich Zakładów Rafineryjnych i Petrochemicznych w Płocku, Zakładów Azotowych w Puławach i huty „Katowice”. Uzyskał cztery patenty za prace optymalizacyjne z dziedziny gospodarki paliwowo-energetycznej. Publikował na łamach pisma „Archiwum Energetyki”, ogłosił łącznie ok. 80 prac, m.in.:
- Aparatura pomiarowa i kontrolna (1954, redaktor)
- Samoczynne załączenia rezerw w elektrowniach cieplnych (1955, redaktor)
- Metody prognozowania dyspozycyjności urządzeń kotłowych w oparciu o teorię procesów stochastycznych Markowa (1973)
- Metodyka obliczeń powierzchni konstrukcyjnej komór paleniskowych i powierzchni konwekcyjnych kotłów o funkcji charakterystycznej krajowych węgli (1975)

## Ordery i odznaczenia
- Krzyż Oficerski Orderu Odrodzenia Polski
- Krzyż Kawalerski Orderu Odrodzenia Polski
- Złoty Krzyż Zasługi
- Medal 10-lecia Polski Ludowej
- Złota Odznaka Zasłużonego dla Energetyki